# Wincenty Sobociński

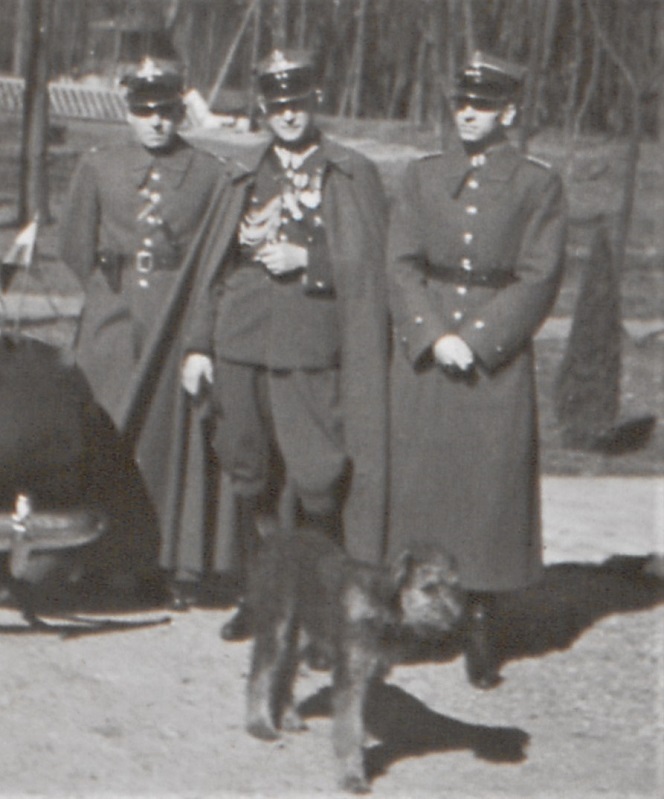
Westerplatte 1939 rok. Od lewej: Henryk Sucharski, Sobociński Wincenty, Franciszek Dąbrowski

Wincenty Sobociński (ur. 14 lipca 1894 w Murzynnie, zm. 29 lipca 1959 w Merlo) – pułkownik dyplomowany piechoty Wojska Polskiego.

## Życiorys
Urodził się w rodzinie Józefa i Elżbiety z Benedykcińskich. Działał w Tajnej Organizacji Narodowej w Inowrocławiu. Podczas I wojny światowej służył w Armii Cesarstwa Niemieckiego.
Żołnierz Armii Polskiej we Francji (gen. Hallera). W szeregach Wojska Polskiego walczył w wojnie polsko-bolszewickiej. Był trzykrotnie ranny. 3 maja 1922 roku został zweryfikowany w stopniu kapitana ze starszeństwem z 1 czerwca 1919 roku i 1308. lokatą w korpusie oficerów piechoty, a jego oddziałem macierzystym był nadal 84 pułk piechoty. W 1923 nadal służył w 84 pp w Pińsku. W marcu 1924 został przydzielony do Dowództwa 30 Dywizji Piechoty na stanowisko I oficera sztabu. W grudniu tego roku został przydzielony do Dowództwa Okręgu Korpusu Nr IX w Brześciu na stanowisko referenta w Oddziale Wyszkolenia. W 1928 nadał służył w DOK IX jako oficer nadetatowy 84 pułku. W stopniu kapitana piechoty ukończył IX Kurs Normalny w Wyższej Szkole Wojennej (od 2 listopada 1928 – 1 listopada 1930) uzyskując tytuł oficera dyplomowanego. Został awansowany do stopnia majora ze starszeństwem z dniem 1 stycznia 1931 w korpusie oficerów piechoty. W październiku 1932 roku został przeniesiony do 52 pułku piechoty Strzelców Kresowych w Złoczowie na stanowisko dowódcy batalionu. Później był oficerem Oddziału II Sztabu Generalnego Wojska Polskiego. Na stopień podpułkownika został mianowany ze starszeństwem z 19 marca 1938 roku i 44. lokatą w korpusie oficerów piechoty. Do końca istnienia II Rzeczypospolitej pełnił funkcję szefa Wydziału Wojskowego Komisariatu Generalnego RP w Wolnym Mieście Gdańsku (podlegał mu m.in. komendant Wojskowej Składnicy Tranzytowej na Westerplatte). 
Po agresji III Rzeszy na Polskę 1 września 1939 został aresztowany przez Niemców wraz z całym personelem Komisariatu Generalnego RP w Wolnym Mieście Gdańsku, po czym 5 września po interwencjach wydalonego już z terytorium Gdańska, Wysokiego Komisarza Ligi Narodów Carla Jakoba Burckhardta odstawiony do granicy niemiecko-litewskiej. Z Kowna wrócił do Polski i ewakuował się na południe, po czym po agresji ZSRR na Polskę przez Rumunię trafił do Francji. Następnie przebywał w Wielkiej Brytanii. Został oficerem Polskich Sił Zbrojnych. Awansowany do stopnia pułkownika. Od 23 lipca 1940 do sierpnia 1942 pełnił funkcję szefa sztabu 4 Brygady Kadrowej Strzelców i 1 Samodzielnej Brygady Spadochronowej, sformowanej w Wielkiej Brytanii. Po zakończeniu wojny pozostał na emigracji.
Zamieszkał w Argentynie, gdzie zmarł. Pochowany na miejskim cmentarzu „Santa Isabel” w Libertad (Merlo) dzielnicy Buenos Aires. 1 września 2024 urna z prochami płk. Sobocińskiego została, zgodnie z jego wolą, złożona w rodzinnym grobowcu w Murzynnie (woj. kujawsko-pomorskie).

## Ordery i odznaczenia
- Krzyż Walecznych (dwukrotnie)[16]
- Medal Niepodległości (16 marca 1933)[17]
- Srebrny Krzyż Zasługi (4 marca 1925)[18]
- Odznaka za Rany i Kontuzje[19]
- Kawaler Orderu Imperium Brytyjskiego (Wielka Brytania)[16]
- Kawaler Orderu Legii Honorowej (Francja)[16]

## Odniesienia w filmach
Osoba Wincentego Sobocińskiego pojawiła się w produkcjach filmowych dotyczących początku II wojny światowej, w tym oblężenia Westerplatte:
- Westerplatte z 1967 (aktor: Zdzisław Mrożewski),
- Gdańsk 39 z 1989 (aktor: Janusz Zakrzeński),
- Tajemnica Westerplatte z 2013 (aktor: Jan Englert).

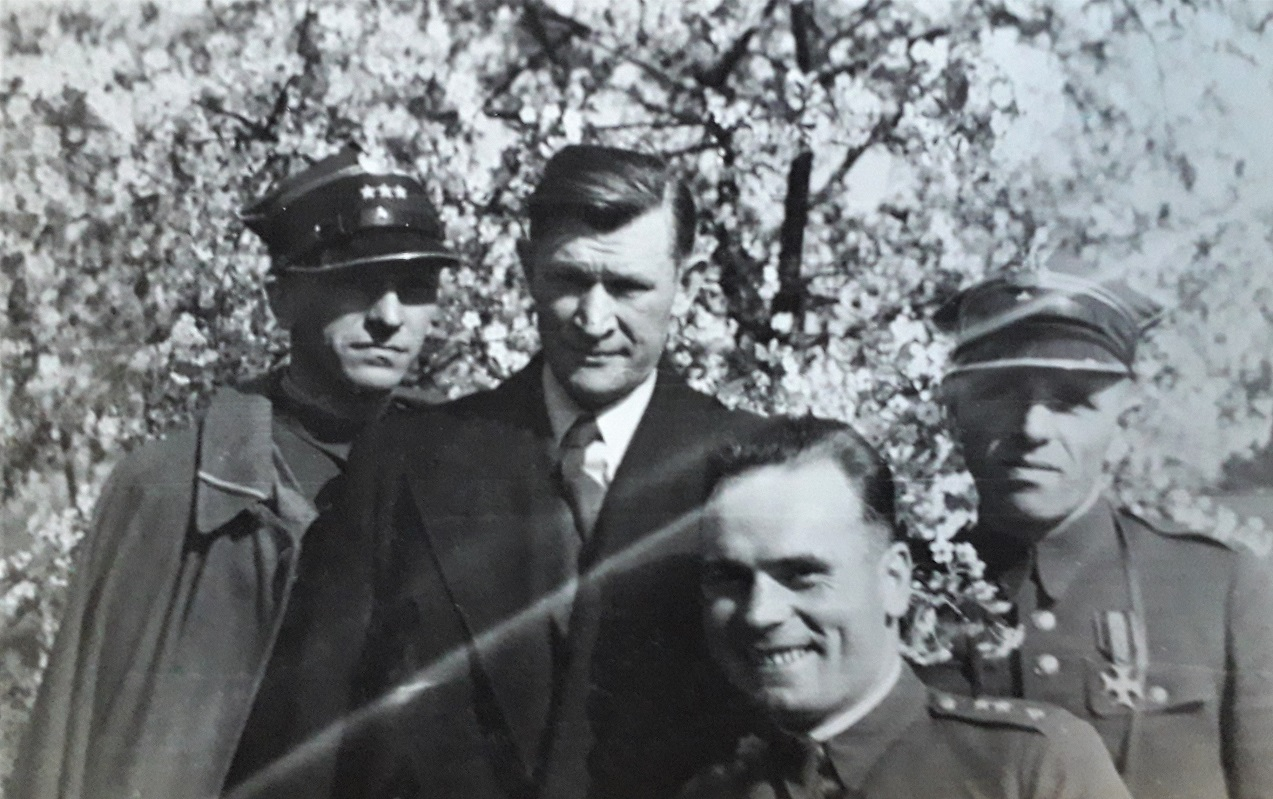
Westerplatte 1939 rok. Od prawej: Henryk Sucharski, Leon Pająk, Sobociński Wincenty (w cywilu) i Franciszek Dąbrowski